# Bishamon

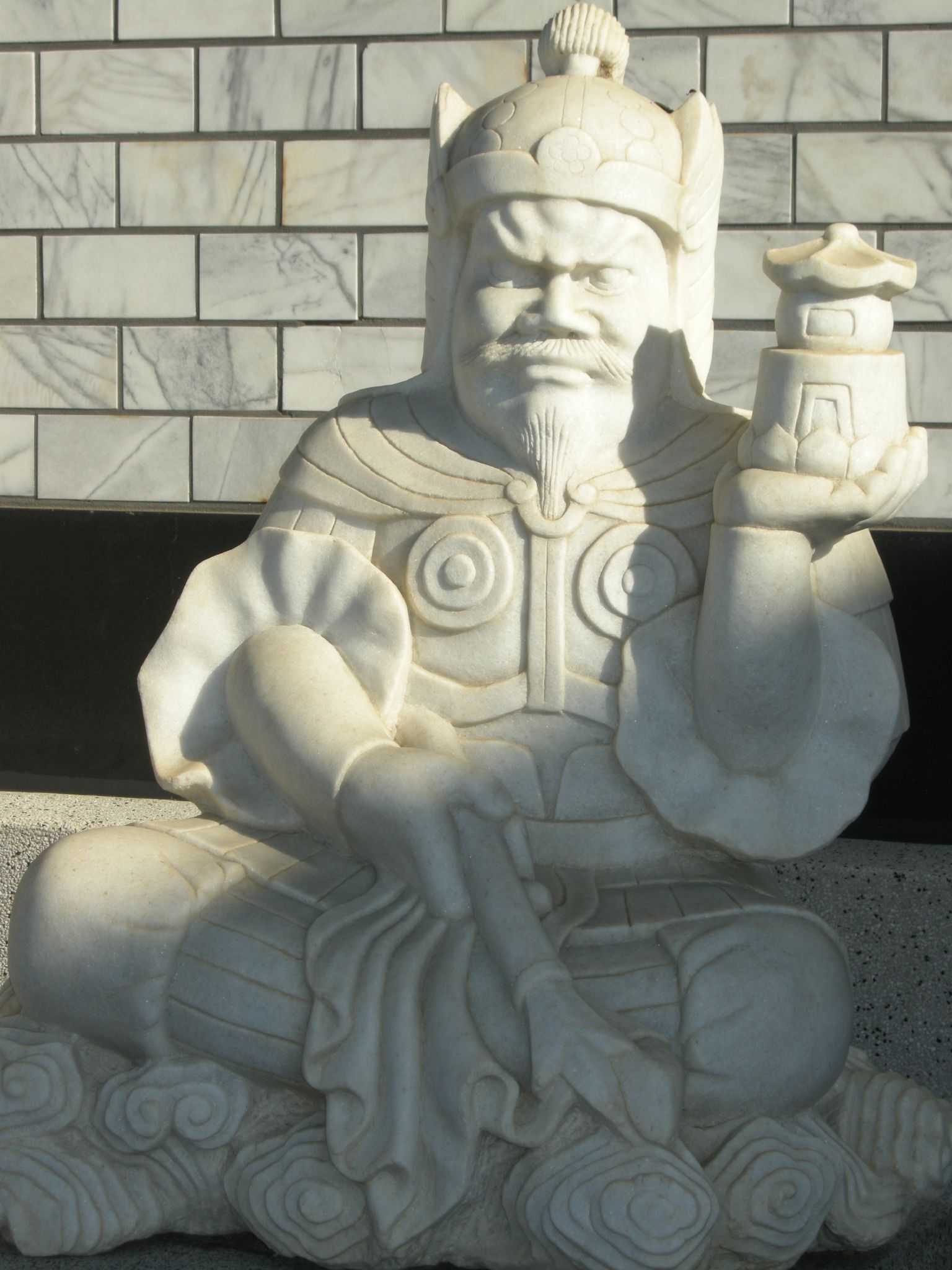
Bishamon

Bishamon är i japansk mytologi en buddhistisk gud som förknippades med välstånd och en av de sju lyckogudarna. 
Bishamon, som härstammar från Kina, brukar framställas i krigardräkt och ofta bärande på en pagod, ett tecken på from tillbedjan.
De övriga gudarna i gruppen de sju lyckogudarna är Benten, Daikoku, Ebisu, Fukurokuju, Hotei och Jurojin